# Walt Disney Pictures
A Walt Disney Pictures amerikai központú filmstúdió, aminek Japánban is vannak kihelyezett stúdiói. A kaliforniai Burbankben székelő Walt Disney Company médiaóriás fő filmkészítő vállalata. A Walt Disney Pictures a Walt Disney Studio Entertainment leányvállalata. A Disney családbarát imidzsét figyelembe véve többnyire korhatár nélküli filmeket gyártanak (ritka kivétel: A Karib-tenger kalózai: A Fekete Gyöngy átka c. film). 
A Walt Disney Pictures céget a Disney részlegeként alapították 1983-ban, amit megelőzően a Disney filmjei az anyacég neve alatt jelentek meg, később pedig Walt Disney Productions néven.
A Walt Disney Pictures vállalatba beletartozik a Walt Disney Feature Animation, aminek része a DisneyToon Studios és 2006-tól a Pixar Animation Studios is. A vállalat a Buena Vista Motion Pictures Group részeként működik. Logója egy mesékbe illő kastélyt ábrázol.

## Lásd még
- Walt Disney

## Külső hivatkozások
- A Walt Disney Pictures honlapja